# 나고야 아베크 살인 사건
나고야 아베크 살인 사건(일본어: 名古屋アベック殺人事件 なごやアベックさつじんじけん[*])은 1988년 2월 일어난 일본의 엽기적 린치, 살인사건이다. 여고생 콘크리트 살인 사건과 더불어 쇼와 최악의 살인사건으로 꼽히기도 했다. 이 두 사건이 이후 소년법 개정에 큰 영향을 끼치게 되었다. 아베크(avec)는 프랑스어로 남녀동반을 뜻한다.

## 개요
- 장소 :  일본 아이치현 나고야시 미도리구 (북위 35° 3′ 36.7″ 동경 136° 57′ 21.93″ / 북위 35.060194°  동경 136.9560917° )
- 날짜 : 1988년 2월 23일 ~ 2월 25일
- 범인 : 남자 4, 여자 2의 6인조 10대들
- 주범 : 코지마 시게오 (범행 당시 19세)
- 사망자 (피해자) : 2명

## 재판
1989년 6월 나고야 지방재판소에서 주범 코지마에게 사형을, 그리고 다른 멤버는 형량순으로 무기징역, 17년, 13년을 선고하고 여자 멤버 2명에겐 5~10년의 부정기형을 내렸다. 이후 항소에서 1심 사형 판결을 파기하고 주범에게 무기징역을 선고했다.